# Geldanamycine
La geldanamycine est un antibiotique de la famille des ansamycines à benzoquinone qui inhibe la protéine Hsp90 en occupant le site de liaison à l'ADP/ATP. Cette protéine joue un rôle important dans la régulation du cycle cellulaire, la croissance et survie des cellules face aux stimuli notamment thermiques, l'apoptose, l'angiogenèse et l'oncogenèse.
La geldanamycine a été découverte chez Streptomyces hygroscopicus, une bactérie du genre Streptomyces. Il s'agit d'un polycétide macrocyclique synthétisé par une polycétide synthase de type I. Les gènes gelA, gelB et gelC codent la polycétide synthase. Cette dernière est d'abord chargée avec de l'acide 3-amino-5-hydroxybenzoïque (AHBA) et utilise ensuite la malonyl-CoA, la méthylmalonyl-CoA et la méthoxymalonyl-CoA pour produire de la progeldanamycine, un précurseur de geldanamycine. Cet intermédiaire subit par la suite plusieurs étapes pour produire la geldanamycine, telles qu'une hydroxylation, une méthylation, une carbamylation et une oxydation.
La geldanamycine induit, dans les cellules tumorales, la dégradation des protéines altérées par des mutations, notamment en rapport avec le gène Src, le chromosome de Philadelphie et le facteur p53, préférentiellement aux protéines normales. Cet effet est médié par la protéine Hsp90. Malgré son potentiel antitumoral important, la geldanamycine présente plusieurs inconvénients majeurs qui empêchent son utilisation comme médicament, notamment son hépatotoxicité, qui ont conduit au développement d'analogues substitués sur l'atome de carbone no 17 : la tanespimycine (17-AAG) et l'alvespimycine (17-DMAG).